# 冰原歷險記6
《冰原歷險記6》（英語：Ice Age 6）是一部2026年美國電腦動畫冒險喜劇片，《冰原歷險記系列》第七部電影，也是2016年電影《冰原歷險記：笑星撞地球》的續集，由雷·羅曼諾、約翰·李古查摩、丹尼斯·利瑞、賽門·佩吉以及皇后·拉蒂法聲演。該片也是首部不是由藍天工作室製作的《冰原歷險記》院線上映電影。
《冰原歷險記6》預定於2026年12月18日在美國上映。

## 配音員
- 雷·羅曼諾聲演蠻尼（Manny）
- 約翰·李古查摩聲演喜德（Sid）
- 丹尼斯·利瑞聲演狄亞哥（Diego）
- 賽門·佩吉聲演獨眼巴克（Buck）
- 皇后·拉蒂法聲演伊麗（Ellie）

此外，曾經在《冰原歷險記：巴克大冒險》缺席的鼠奎特（Scrat）將與《冰原歷險記：鼠奎特歷險記》首次登場的鼠奎特寶寶（Baby Scrat）共同出現於電影中。

## 製作
2016年6月，在談到《冰原歷險記：笑星撞地球》潛在續集的可能性時，聯合導演蓋倫·坦·丘（Galen Tan Chu）表示，對於第六部《冰原歷險記》電影有一些想法。2016年7月，女性雜誌《Bustle》指出，製作《冰原歷險記6》的可能性相當高，但一切將取決於《冰原歷險記：笑星撞地球》的票房表現。
2022年2月，製片人洛瑞·福特（Lori Forte）在宣傳《冰原歷險記：巴克大冒險》時討論了《冰原歷險記6》的可能性，她表示「我認為這有點為時過早。我們希望人們對此做出回應，這將促使我們製作另一部《冰原歷險記》電影。如果觀眾渴望得到，我們有很多想法。想法是永無止境的，角色和冒險也不會走到盡頭，所以如果觀眾準備好了，我們也準備好製作。」
2024年9月，在《冰原歷險記》系列為喜德配音的約翰·李古查摩透露《冰原歷險記6》正在開發中。2024年11月，迪士尼在巴西舉行的D23上正式宣布製作《冰原歷險記6》，雷·羅曼諾、李古查摩、丹尼斯·利瑞、賽門·佩吉以及皇后·拉蒂法將回歸聲演各自的角色。

## 發行
《冰原歷險記6》預定於2026年12月18日在美國上映。

## 備註
1. ↑  依照《冰原歷險記系列》電影次序。